# شاخه گل ۶
شاخه گل ۶ نام یک آلبوم موسیقی در سبک سنتی ایرانی باصدای غلام‌حسین بنان می‌باشد که توسط انتشارات ایران صدا منتشر شده است. این آلبوم، ششمین آلبوم از مجموعه آلبوم شاخه گل بوده است. در این اثر اشعار عطار نیشابوری، نظام وفا، فخرالدین عراقی، حافظ، یغما جندقی، صائب تبریزی، منصوره اتابکی (زهره) خوانده شده و مرتضی محجوبی به عنوان آهنگ ساز و احمد عبادی، علی تجویدی، مرتضی محجوبی، روح‌الله خالقی و حسن کسایی به عنوان نوازنده حضور دارند.

## شرح اثر

### هنرمندان
- آواز: غلام‌حسین بنان
- آهنگ ساز: مرتضی محجوبی
- نوازندگان: احمد عبادی، علی تجویدی، مرتضی محجوبی، خالدی و حسن کسایی
- اشعار از عطار نیشابوری، نظام وفا، فخرالدین عراقی، حافظ، یغما جندقی، صائب تبریزی، منصوره اتابکی (زهره)

### فهرست آهنگ‌ها
۱.
- آهنگ چهارگاه
- اثر مرتضی محجوبی
- باهمکاری عبادی، تجویدی و محجوبی
- اشعار از عطار نیشابوری، صائب تبریزی، نظام وفا، عراقی، حافظ شیرازی

۲.
- آهنگ افشاری
- اثر مرتضی محجوبی
- باهمکاری خالدی، عبادی و کسایی
- اشعار از عطار نیشابوری، یغما جندقی، زهره، عراقی